# São Paulo (singolo)
São Paulo è un singolo del cantante canadese The Weeknd e della cantante brasiliana Anitta, pubblicato il 31 ottobre 2024 come secondo estratto dal sesto album in studio di The Weeknd Hurry Up Tomorrow.

## Antefatti e pubblicazione
The Weeknd ha tenuto un concerto alla città eponima il 7 settembre 2024, al quale ha partecipato anche Anitta come artista ospite, al fine di promuovere l'imminente uscita del suo album di inediti. I due hanno presentato dal vivo per la prima volta São Paulo.
Il 25 ottobre seguente Anitta ha condiviso attraverso la rete sociale una foto di sé con indosso una maschera bianca e una pancia da gravidanza finta, rivelatasi poi essere stata scattata al momento della realizzazione della copertina ufficiale per il singolo. Due giorni dopo la cantante ha pubblicato una nuova foto, raffigurante l'esito di un'ecografia di gravidanza fittizia, la quale riportava come datazione quella del 30 ottobre.

## Descrizione
Quarta traccia del disco, São Paulo è stato descritto dalla critica specializzata come un brano electro, funk carioca, techno e thrash.
Presenta anche un campionamento di Montagem pidona della rapper brasiliana Tati Quebra Barraco, scritto da Flavio Seraphim De Almeida, Everton Ramos de Araujo, Marcelo Nei Leal, Tatiana dos Santos Lourenco, Agustinho Raphael dos Santos, Washington Luiz Costa Vaz e Andre Luiz Viegas, i quali sono stati accreditati come coautori del brano.

## Video musicale
Il video, diretto da Freeka Tet, è stato reso disponibile in concomitanza con l'uscita del brano.

## Tracce
Testi e musiche di Abel Tesfaye, Mike Dean, Flavio Seraphim de Almeida, Everton Ramos de Araujo, Marcelo Nei Leal, Tatiana dos Santos Lourenco, Agustinho Raphael dos Santos, Washington Luiz Costa Vaz e Andre Luiz Viegas.
1. São Paulo – 5:01

## Formazione
Hanno partecipato alle registrazioni, secondo le note di copertina digitali di Hurry Up Tomorrow:
- The Weeknd – voce, produzione
- Mike Dean – sintetizzatore, produzione, produzione vocale, ingegneria del suono, registrazione voce, mastering, missaggio
- Sean Solymar – coproduzione
- Sage Skolfield – ingegneria del suono
- Faris Al-Majed – assistenza all'ingegneria del suono
- Tommy Rush – assistenza al missaggio

## Classifiche
| Classifica (2024)   | Posizione massima |
| ------------------- | ----------------- |
| Australia           | 32                |
| Austria             | 13                |
| Brasile             | 5                 |
| Canada              | 22                |
| Croazia             | 21                |
| Emirati Arabi Uniti | 7                 |
| Finlandia           | 48                |
| Francia             | 18                |
| Germania            | 16                |
| Grecia              | 1                 |
| India               | 6                 |
| Irlanda             | 15                |
| Islanda             | 11                |
| Italia              | 30                |
| Lettonia            | 3                 |
| Lituania            | 3                 |
| Lussemburgo         | 9                 |
| Nordafrica          | 18                |
| Medio Oriente       | 11                |
| Norvegia            | 34                |
| Paesi Bassi         | 38                |
| Polonia             | 11                |
| Portogallo          | 1                 |
| Regno Unito         | 21                |
| Repubblica Ceca     | 24                |
| Singapore           | 30                |
| Slovacchia          | 6                 |
| Spagna              | 78                |
| Stati Uniti         | 43                |
| Svezia              | 33                |
| Svizzera            | 2                 |
| Ungheria            | 22                |